# 中云
中雲指雲底高度在2500至6000米之間的雲。中雲又可分為高積雲及高層雲兩類。

## 高积云
高积云的云块较高層雲小，但可清晰分辨轮廓，有时出现在两个或以上的高度，高积云较薄时呈白色，在较厚时呈暗灰色。高积云云状可以是扁圆形、瓦片状等，且以波浪形排列。

## 高层云
高层云於2000米以上高空形成，像一种带有条纹的幕，颜色多为灰白色或灰色，有时有一点微蓝色，有时较为均匀，但云底没有明显的起伏。高层云的明暗程度會因云的厚度差異而不同。